# Шешкин, Константин Ефимович
Константин Ефимович Шешкин — канас (князь) упраздненного мансийского Ляпинского княжества из рода Шешкиных.

## Биография
Родился в деревне Ломбовож Березовского района Тюменской области. Закончил четыре класса школы. Занимался охотой. Жил в юрте Пелым Бурмантовского сельсовета Ивдельского района Свердловской области. Фигурировал в качестве свидетеля в деле о гибели группы Дятлова. Наследовал старшему брату, Петру Ефимовичу Шешкину после его смерти в 1981 году. Служил в войсках МВД СССР сержантом. Имел сведения о местонахождении ляпинских регалий (получены от отца, князя Ефима Шешкина). Последние дни провел в больнице города Краснотурьинска.